# 結婚式招待状

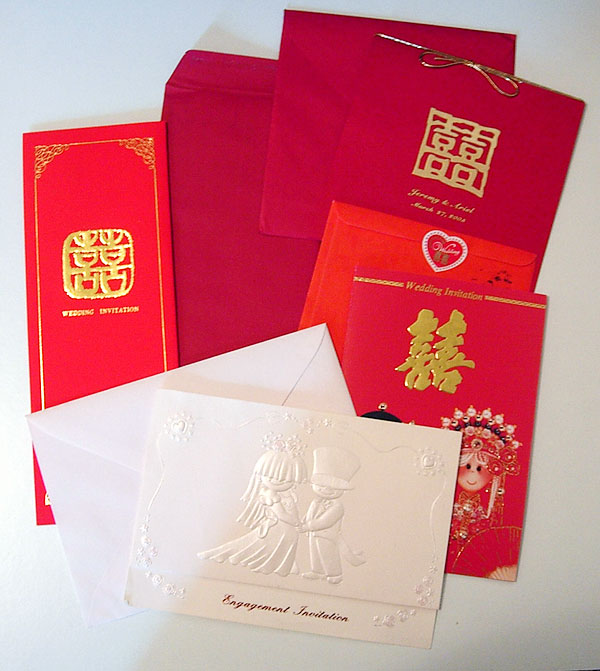
中華風及び西洋風の結婚式招待状

結婚式招待状（けっこんしきしょうたいじょう）とは結婚式に招待し参加を打診するカードである。

## 日本
二つ折りの葉書サイズの白い招待状が白い封筒に入れられて郵送される。招待状も封筒も通常の手紙より厚めの上等な紙が使われる。招待状には金やエンボスの浮彫でシンプルな模様が入れられたり飾り房がつけられたりする場合がある。封筒も張り合わせの箇所が金で縁取られる。参加の可否を回答するための葉書が同封される。
カジュアルな場合は形状も色も素材も自由で様々な商品が販売されている。結婚する二人が自作することもあり、手作りキットといわれる商品も販売されている。

### 渡し方
渡し方は郵送と手渡しの二種類がある。
主賓や会社の上司・同僚など普段から良く会う人には手渡し、友人や親戚・遠方の人には郵送する。なお、手渡しと郵送では招待状の封入方法が異なる。

### 使い方

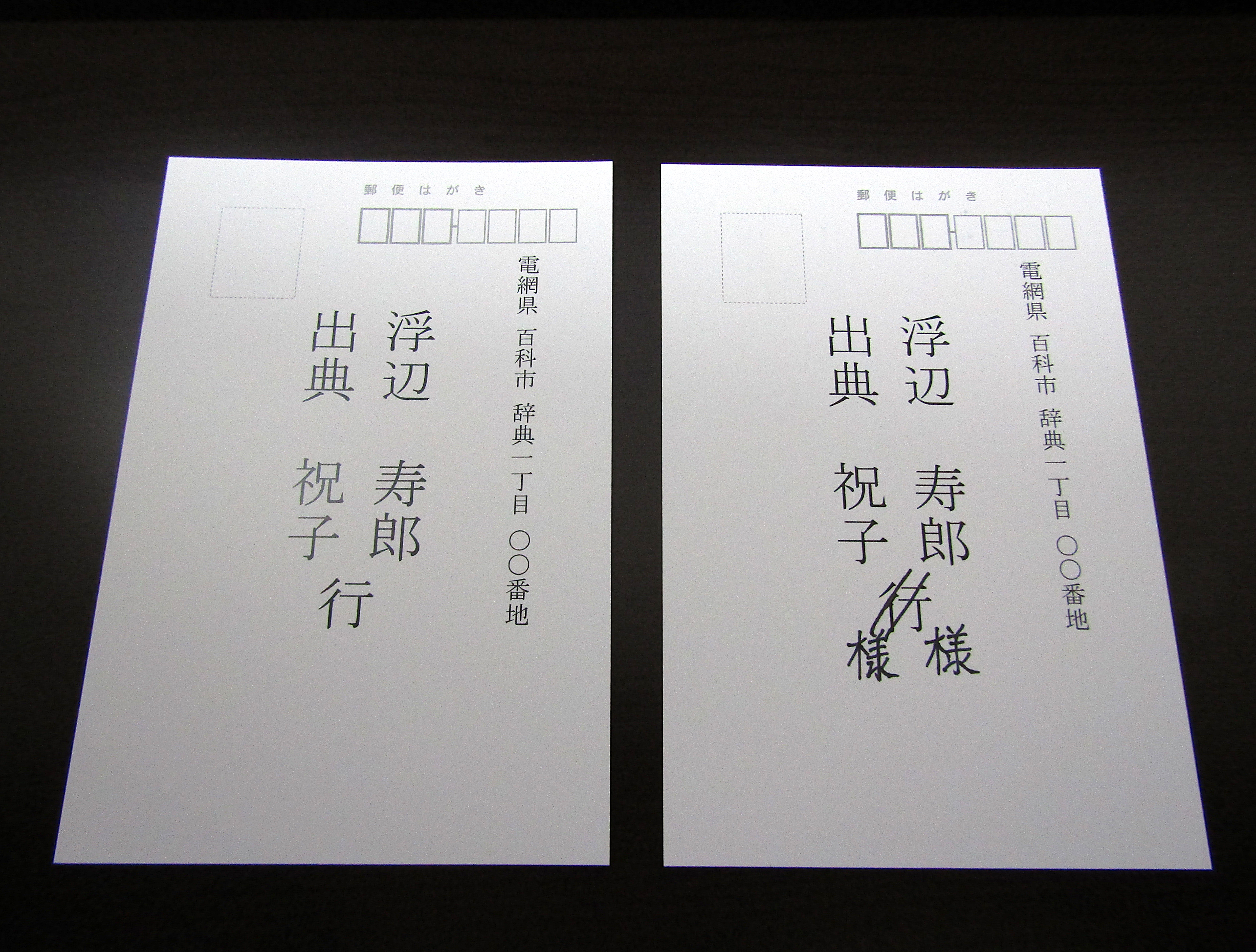
宛名面の例

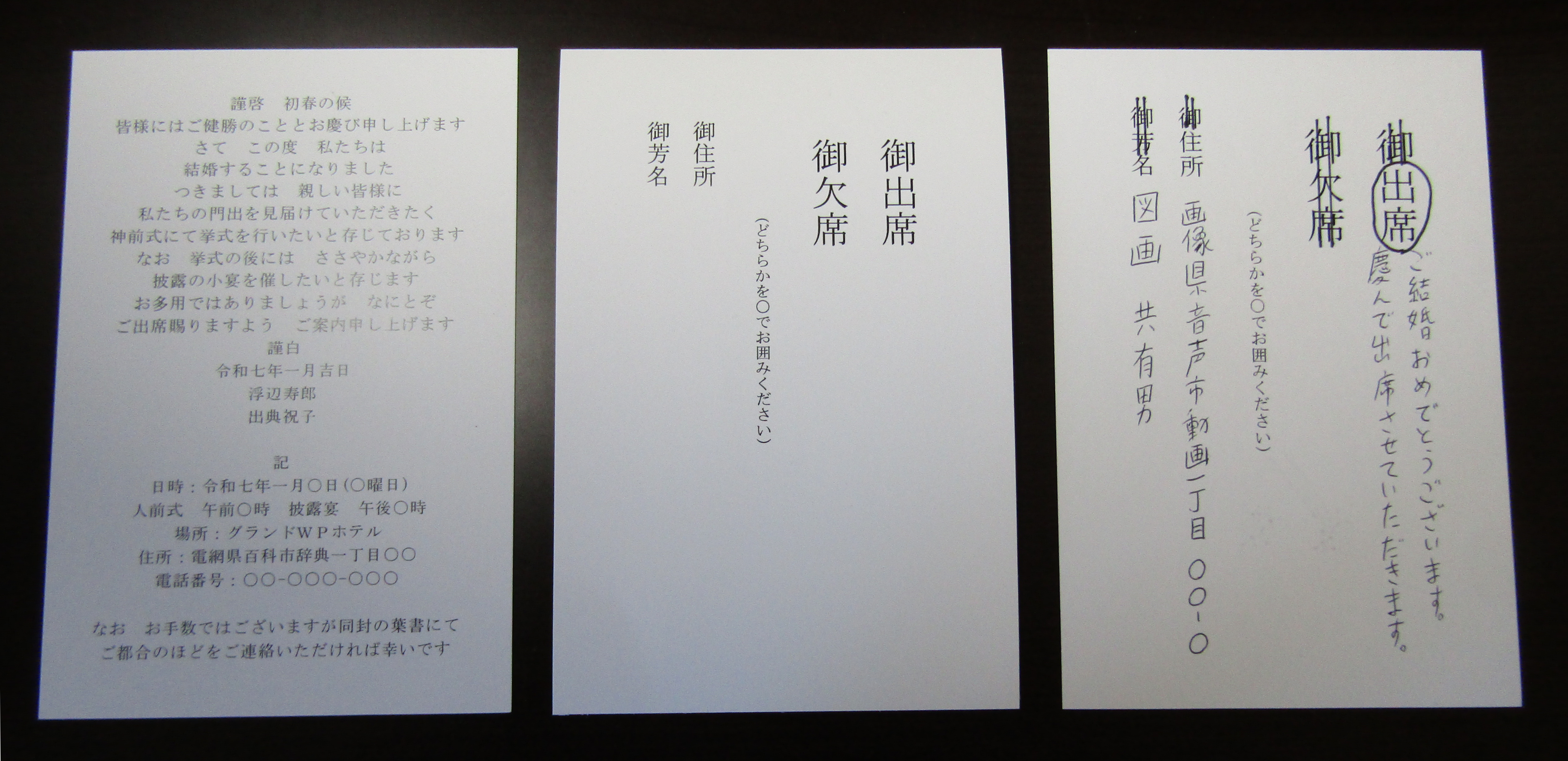
通信面の例

フォーマルな場合の使い方について説明する。

#### 出す側
挙式や披露宴の2～3か月前に発送する。大安など日柄の良い日を選ぶ人もいる。封筒には慶事用か、もしくは結婚式の招待状にふさわしい柄の切手を貼る。通常の手紙より重くなることが多いため切手を貼る前に郵便料金をあらかじめ確認しておく。発送の際は折れ・汚れなどを避けるためポストに投函するのではなく郵便局の窓口を利用する。業者に頼めば印刷だけでなく封かん・発送までしてくれる。
参加の可否を回答する葉書の表側には切手を貼り、返信先の住所氏名をあらかじめ記し、氏名の後には様ではなく「行」の文字をつけておく。葉書の裏側には「御（ご）出席」「御（ご）欠席」の文字を用意し受取人が選択すればよいようにしておく。また受取人の住所氏名を「御住所」「御芳名」として記載しておくか、受取人が記入できるよう欄だけ用意しておく。

#### 受け取った側
出席する場合は「御出席」の「御（ご）」を二重線で消し出席の文字を長丸で囲み「御欠席」は三文字とも二重線で消す。お祝いの言葉を自筆で一言添える。出席の文字の前に「喜んで」、後ろに「させていただきます」などの言葉を追記することもある。
欠席する場合は「御欠席」の「御（ご）」を二重線で消し欠席の文字を長丸で囲み「御出席」は三文字とも二重線で消す。お祝いの言葉と参加できなくて残念である旨を自筆で一言添える。
出席・欠席いずれの場合も返信先の名前に続いている「行」を二重線で消し「様」に直す。
結婚式の準備の都合を考え早めに返事を出すのが礼儀であるが、欠席の場合は招待状を受け取ってすぐに返信すると拒絶したような印象を与える恐れがあるため、予定の調整を試みたけれど駄目だったという雰囲気を出すようわざと少し置いてから出すこともある。欠席であっても返事を出さないのは最悪であり、一か月以内程度には必ず返事を出す。

## 韓国
韓国では婚約（婚約式）があると本人や両親の知人等に結婚式の招待状である「請牒状」が送られる。
韓国政府は晩婚化の要因に婚礼費用の負担が大きすぎることを問題としており、婚礼の簡素化を推進するため2012年3月に女性家族省からガイドライン「新家庭儀礼準則」が発表され、その内容には結婚式の招待状を配らないことも含まれている。

## イギリス
イギリスでは結婚披露宴の2か月くらい前に結婚式の招待状が送付されるのが一般的である。夫婦が新生活で必要としている家財道具等のリストが招待状とともに送付され、招待客はそのリストから結婚祝いとして結婚前にプレゼントを行う風習もみられる。